# Eremophila bowmanii
Eremophila bowmanii är en flenörtsväxtart. Eremophila bowmanii ingår i släktet Eremophila och familjen flenörtsväxter.

## Underarter
Arten delas in i följande underarter:
- E. b. bowmanii
- E. b. latifolia
- E. b. nutans